# Gesco
Die Gesco SE (Eigenschreibweise: GESCO) (vormals: Gesco AG) ist eine Industriegruppe mit den Schwerpunkten Materials Refinement & Distribution, Health Care & Life Science und Industrial Assets & Infrastructure. Der Firmensitz ist in Wuppertal.
Gesco ist seit 1998 börsennotiert.

## Geschichte
Die Industriegruppe Gesco wurde 1989 von einer Gruppe privater Investoren gegründet, deren Ziel es war, erfolgreiche und strategisch interessante Markt- und Technologieführer aus dem Mittelstand in einem Portfolio zu bündeln und so an den sich bietenden Investmentchancen zu partizipieren, die sich aus ungelösten Nachfolgefragen im Mittelstand ergeben. Nachdem sich die Strategie des Unternehmens als dauerhaft profitabel erwiesen hatte, folgte im März 1998 der Börsengang.

## Aktionärsstruktur
(Stand: Dezember 2024)
- TGV (Norman Rentrop) – 14,5 %
- Stefan Heimöller – 14,2 %
- BW Versorgungsanstalt – 3,3 %
- Eigene Aktien – 4,7 %
- Sonstiger Streubesitz – 63,3 %

## Konzernstruktur
Alle Tochterunternehmen der Gesco-Gruppe agieren operativ selbständig und werden von der Muttergesellschaft aktiv unterstützt. Zu den wesentlichen Tochterunternehmen zählen unter anderem:
- Doerrenberg-Gruppe
- Setter-Gruppe
- SVT
- Inex solutions
- PGW
- MAE-Gruppe

## Konzernstrategie
Die Gesco SE konzentriert sich auf wirtschaftlich gesunde Unternehmen des industriellen Mittelstands, die unter langfristigen Gesichtspunkten, d. h. ohne Exit-Absicht, in die Gruppe aufgenommen und weiterentwickelt werden. Ziel ist es, den Wert der einzelnen Unternehmen – und damit auch der gesamten Gruppe – dauerhaft zu steigern. Gesco ist dabei auf Nachfolgefragen spezialisiert und erwirbt stets Mehrheiten, meist 100 Prozent.
Zielobjekte sind vorrangig Unternehmen der Investitionsgüterindustrie, die schwerpunktmäßig in den Branchen Materials Refinement & Distribution, Health Care & Life Science und Industrial Assets & Infrastructure tätig sind. Potenzielle Kaufobjekte sind Unternehmen mit Umsätze ab 20 Mio. Euro. Sogenannte Add-on Akquisitionen werden ab einer Umsatzgröße von EUR 5 Mio. getätigt.